# Agency (sociologie)
Agency is de handelingsmogelijkheid die een individu heeft. Deze is niet alleen beperkt door de beperkingen die doorgaans worden toegeschreven aan de vrije wil, maar ook door de sociale structuur. Tegelijkertijd wordt de sociale structuur juist gevormd door het geheel van individuele handelingen. De mate waarin agency dan wel structuur daarbij doorslaggevend zijn, is onderdeel van het structure-agency-debat.

Het badkuipmodel van Coleman

Anthony Giddens heeft met zijn structuratietheorie een belangrijke aanzet gegeven tot de integratie van agency en structuur, zoals het badkuipmodel van James Samuel Coleman. Deze bestaat uit vier punten waarbij de bovenste twee zich op macro-niveau bevinden en de onderste twee op micro-niveau. Coleman baseerde zich op de stelling van Robert K. Merton dat geaggregeerde uitkomsten niet noodzakelijk bedoeld zijn, maar onverwachte gevolgen van sociaal handelen.